# Penny (munt)

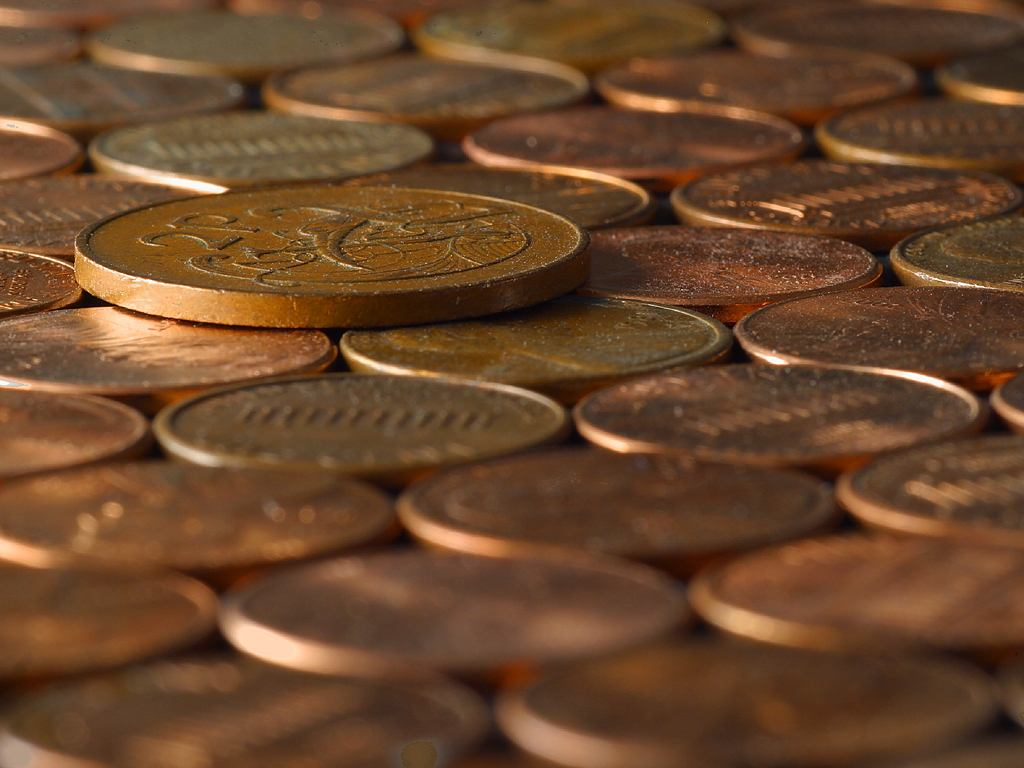
Amerikaanse penny's

Penny is de naam van een aantal munten. De naam is verwant aan het Nederlandse woord penning. In het Nederlands is het meervoud 'pence' als een totale waarde bedoeld wordt, 'penny’s' als het om de muntstukken zelf gaat.
De gouden penny werd ingevoerd door koning Offa van Mercia omstreeks het jaar 785, naar het voorbeeld van de 'denier', die in het midden van de achtse eeuw in het Merovingische-Karolingische Frankrijk werd geïntroduceerd, gebaseerd op de Romeinse denarius. In de loop van de twaalf eeuwen van zijn bestaan werd de penny zwaar gedevalueerd; vanaf de zeventiende eeuw was de penny niet meer van zilver, maar van brons of koper.
Tot 1970 was de penny (meervoud pence) in Groot-Brittannië en Ierland het twaalfde deel van een shilling en daarmee het 240e deel van een pond. Deze munt werd afgekort met de letter d, een afkorting van 'denarius'.
Toen de Britten in 1970 het decimale stelsel invoerden, werd het pond in 100 verdeeld. Een honderdste pond heette new penny, meervoud new pence. Het symbool voor de new penny werd de letter p. De Britten zeggen meestal niet penny maar alleen p, waardoor verwarring met de oude penny vermeden wordt. Vanaf de jaren tachtig werd op de munten gewoon penny of pence vermeld.
Penny is in de Verenigde Staten en Canada in de volksmond de naam van de munt met een waarde van een dollarcent.